# Fraccionamiento Popular Norberto Flores Baños
Fraccionamiento Popular Norberto Flores Baños är en ort i Mexiko.   Den ligger i kommunen Chilpancingo de los Bravo och delstaten Guerrero, i den södra delen av landet, 210 km söder om huvudstaden Mexico City. Fraccionamiento Popular Norberto Flores Baños ligger 1 542 meter över havet och antalet invånare är 363.
Terrängen runt Fraccionamiento Popular Norberto Flores Baños är kuperad åt nordost, men åt sydväst är den bergig. Runt Fraccionamiento Popular Norberto Flores Baños är det ganska tätbefolkat, med 120 invånare per kvadratkilometer. Närmaste större samhälle är Chilpancingo de los Bravo, 3,1 km söder om Fraccionamiento Popular Norberto Flores Baños. I omgivningarna runt Fraccionamiento Popular Norberto Flores Baños växer huvudsakligen savannskog.